# Friedrich-Carl Rabe von Pappenheim

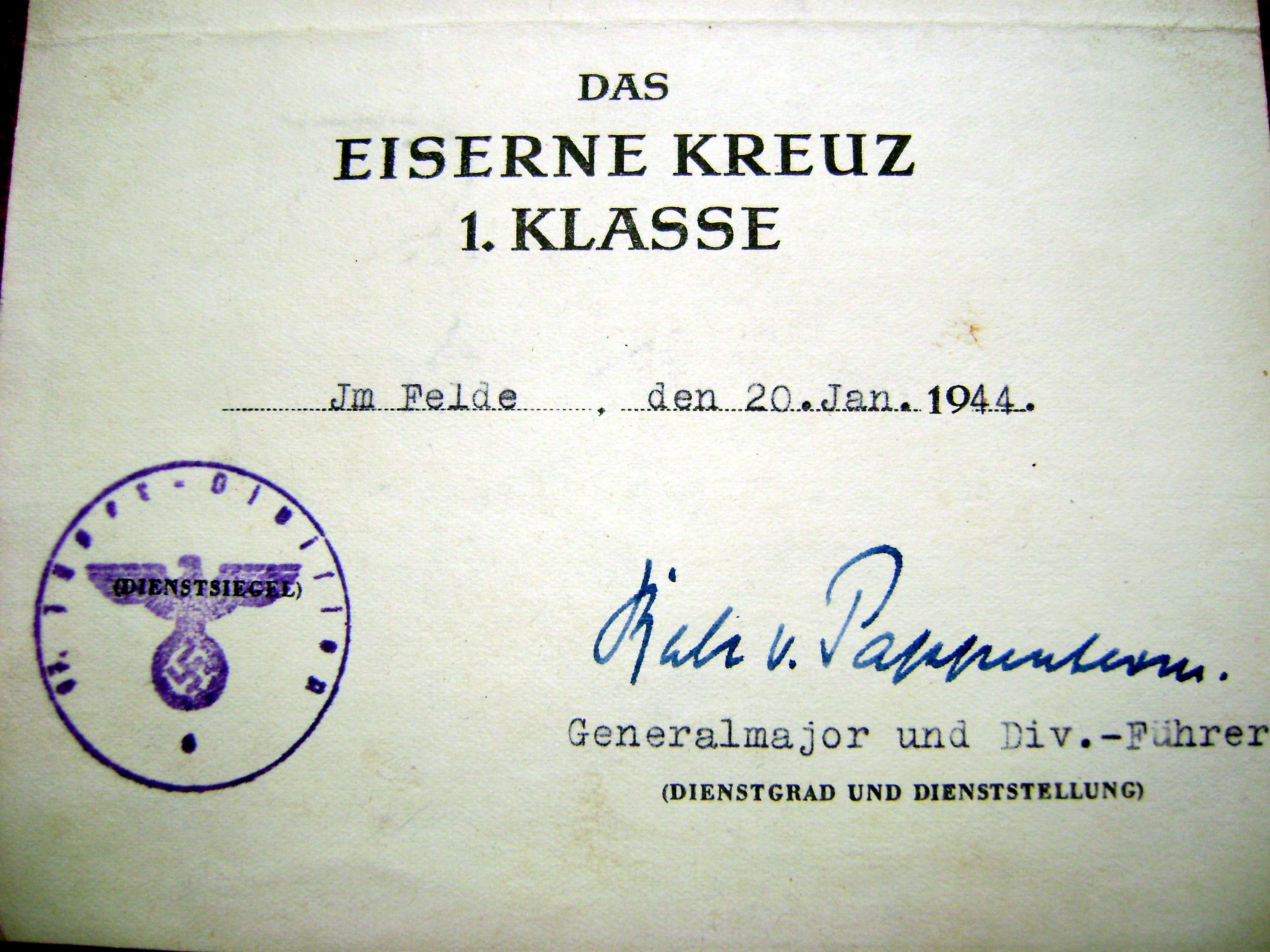
Unterschrift von Generalmajor Friedrich-Carl Rabe von Pappenheim auf einer Verleihungsurkunde eines EK I, 20. Januar 1944

Friedrich-Carl Rabe von Pappenheim (* 5. Oktober 1894 in Münster; † 9. Juni 1977 in Uentrop) war ein deutscher Generalleutnant im Zweiten Weltkrieg und später Nachrichtenoffizier in der Bundesrepublik Deutschland.

## Leben
Friedrich-Carl entstammte dem alten westfälischen Adelsgeschlecht der Rabe von Pappenheim. Er war ein Sohn des preußischen Generalmajors Walter Rabe von Pappenheim (1862–1941) und dessen Ehefrau Charlotte, geborene von Witzendorff (1868–1935).
Nach bestandenen Abitur trat Rabe von Pappenheim zu Beginn des Ersten Weltkriegs am 2. August 1914 als Fahnenjunker in die Ersatz-Eskadron des Kürassier-Regiments „von Driesen“ (Westfälisches) Nr. 4 ein. Im Oktober 1914 kämpfte er an der Westfront, nahm an den Schlachten an der Somme, bei Arras sowie bei Lille teil und wurde am 20. Oktober zum Unteroffizier befördert. Ab November 1914 war er an der Ostfront und erhielt am 24. Dezember seine Beförderung zum Fähnrich. Für seine Verdienste erhielt Rabe von Pappenheim im Januar 1915 das Eiserne Kreuz II. Klasse und am 26. April 1915 seine Ernennung zum Leutnant. Im November 1916 nahm er an einem MG-Waffenoffizierskurs in Döberitz teil und wurde im Mai 1917 als MG-Offizier zum Stab der 9. Kavallerie-Division abkommandiert. Am 19. April 1917 erhielt er das Eiserne Kreuz I. Klasse. Anfang 1918 kam Rabe von Pappenheim zum MG-Scharfschützen-Kommando West und wurde am 15. März 1918 Kompanieführer der Maschinengewehr-Scharfschützenabteilung 44. Ab Juni 1918 bis zum Ende des Krieges war er Ordonnanzoffizier im Stab der 14. Reserve-Division bzw. beim Generalkommando des VII. Armeekorps.
Nach Ende des Ersten Weltkrieges wurde Rabe von Pappenheim in die Reichswehr übernommen. Am 10. März 1920 heiratete er Hildegard, geborene Freiin von der Recke-Uentrop. Im Dezember gleichen Jahres wurde ihr Sohn Günter geboren. Im September 1923 erhielt er seine Beförderung zum Oberleutnant und nahm im Oktober an einem Lehrgang zur Führergehilfenausbildung teil. Nach seiner Beförderung zum Rittmeister 1928 wurde Rabe von Pappenheim Chef der 6. Eskadron beim 15. (Preußisches) Reiter-Regiment. Im August 1931 wurde sein Sohn Burkhard geboren.
Als Hauptmann wurde er am 1. November 1933 in das Reichswehrministerium in Berlin als Erster Generalstabsoffizier (Ia) der Attaché-Gruppe in der Heeresabteilung, die später der Abteilung Fremde Heere angegliedert wurde. 1935 zum Major befördert, übernahm er im gleichen Jahr die Leitung der Gruppe. Zwei Jahre später wechselte er ab 1. Oktober 1937 als Militärattaché im Rang eines Oberstleutnant an die deutschen Gesandtschaften in Den Haag und Brüssel, war dadurch im Januar 1940 mit den Folgen des Mechelen-Zwischenfalls betraut. Hier erlebte er die Besonderheiten, die ab September 1939 mit dem deutschen Überfall auf Polen dort abliefen.
Nach dem Einfall deutscher Truppen in belgisches und niederländisches Territorium wurde er des Landes verwiesen.  Im gleichen Jahr erhielt er seine Ernennung zum Oberst. Im Oktober bekam er sein erstes Frontkommando als Kommandeur des Infanterie-Regiments 463 in der 263. Infanterie-Division (Wehrmacht). Von Oktober 1941 bis 1943 war er Militärattaché bei der deutschen Gesandtschaft in Budapest. Am 8. Oktober 1943 wurde Rabe von Pappenheim als Generalmajor (seit 8. August 1943) in die Führerreserve zum Oberkommando des Heeres versetzt und belegte im November einen Divisionsführerlehrgang in Döberitz. Im Dezember 1943 ernannt trat er im Februar 1944 als Kommandeur der 97. Jägerdivision an und erhielt am 1. Juli 1944 das Patent zum Generalleutnant. Rabe von Pappenheim erhielt am 8. November 1944 das Deutsche Kreuz in Gold und am 30. April 1945 das Ritterkreuz des Eisernen Kreuzes, war zu dem Zeitpunkt aber nicht mehr Kommandeur der 97. Jägerdivision, die in Böhmen stand und im Raum Deutsch-Brod in russische Gefangenschaft ging. Am 8. Mai 1945 geriet er in amerikanische Kriegsgefangenschaft und wurde am 1. Juni 1945 in die sowjetische Gefangenschaft überstellt. Die Auslieferung erfolgte nach Absprachen des amerikanischen und sowjetischen Oberkommandos, nach der sämtliche Truppen, die zuletzt dem Oberkommando der Heeresgruppe Schörner unterstanden, in sowjetische Kriegsgefangenschaft gerieten. Bei der „Heimkehr der Zehntausend“ im Oktober 1955 wurde auch Rabe von Pappenheim von den Sowjets entlassen.
Ab 1956 bis 1967 war er noch im Staatsdienst tätig und wurde am 1. Oktober 1967 in den Ruhestand versetzt. Friedrich-Carl Rabe von Pappenheim starb am 9. Juni 1977 in Uentrop bei Hamm im Alter von 82 Jahren. Seine Frau Hildegard starb bereits 1973.

## Auszeichnungen
- Friedrich-August-Kreuz II. Klasse[4] am 28. Mai 1917
- Friedrich August Kreuz I. Klasse[4] am 12. Juni 1917
- Schaumburg-Lippisches Kreuz für treue Dienste[4]
- Deutsches Sportabzeichen in Silber am 31. August 1931
- Ritterkreuz I. Klasse des Ordens der Finnischen Weißen Rose am 6. September 1937
- Estnischer Orden des Adlerkreuzes III. Klasse am 30. Oktober 1937
- Offizierskreuz des Ordens der Krone von Italien am 26. November 1937
- Jugoslawischer Orden vom Weißen Adler IV. Klasse am 20. Januar 1938
- Komturkreuz II. Klasse des Schwedischen Wasaordens am 17. Februar 1938
- Niederländischer Orden von Oranien-Nassau mit Schwertern am 19. Februar 1938

## Schriften
- Erinnerungen des Soldaten und Diplomaten 1914-1955. Biblio Verlag, Osnabrück 1987, ISBN 3-7648-1493-4.